# Niwiska (województwo podkarpackie)

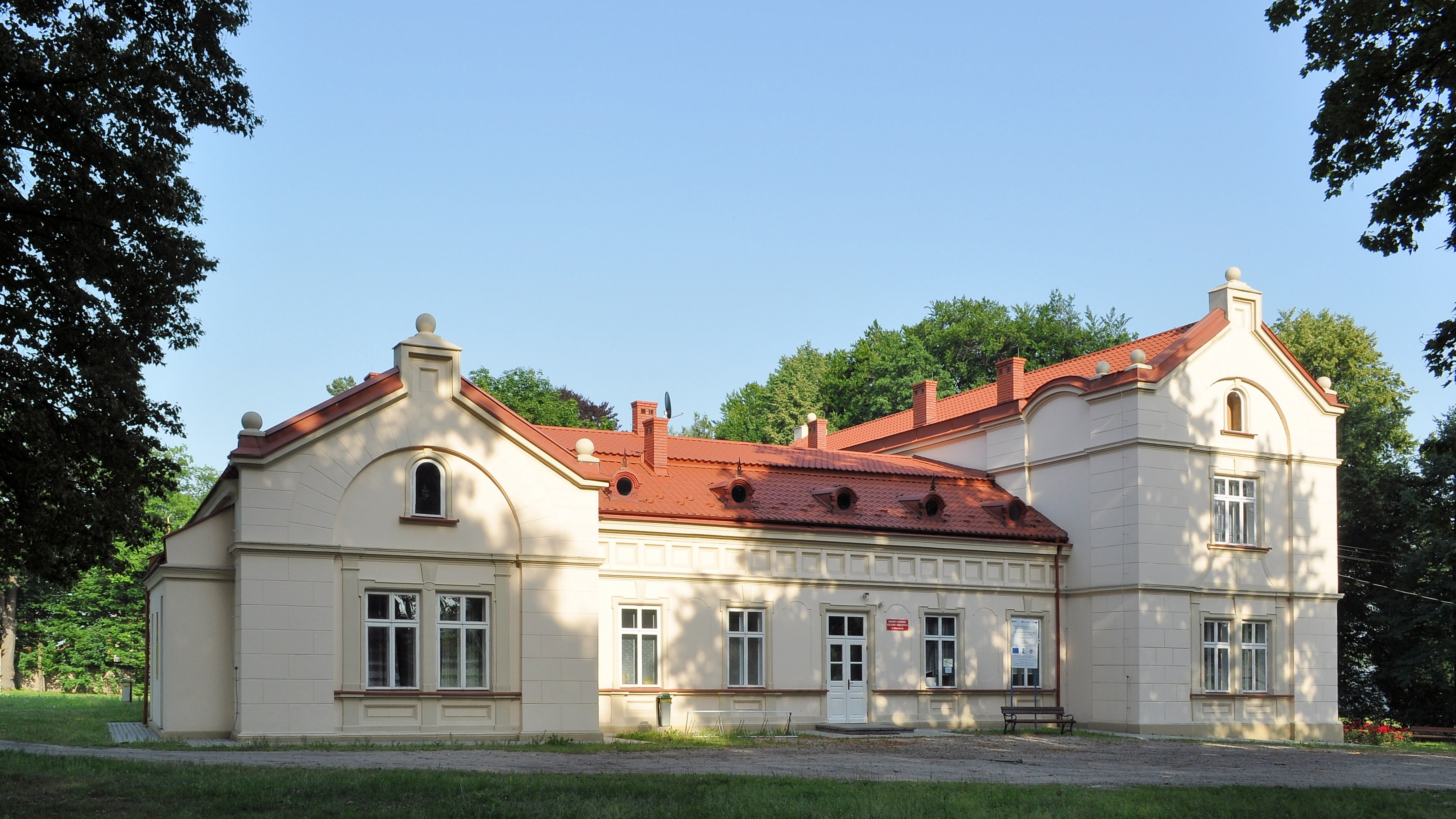
Eklektyczny dwór Hupków

Niwiska – wieś w Polsce położona w województwie podkarpackim, w powiecie kolbuszowskim, w gminie Niwiska.
Wieś jest siedzibą i największą miejscowością gminy Niwiska. Leży przy drodze powiatowej relacji Kolbuszowa – Niwiska – Tuszyma, 12 km na południowy zachód od Kolbuszowej. Sołectwo zajmuje powierzchnię 23,87 kilometrów kwadratowych, z czego niemal połowę stanowią kompleksy leśne – pozostałości Puszczy Sandomierskiej.

## Historia
Wieś została lokowana w 1575 przez Gabriela Krasowskiego, w dobrach Stanisława Tarnowskiego z Rzemienia. Powstała na „surowym korzeniu”, na prawie magdeburskim, wśród rozległych lasów Puszczy Sandomierskiej. Jej społeczność stanowiła mieszanka Polaków, Tatarów, Wołochów, Niemców, Rusinów, Czechów, Szwedów, Żydów i innych narodowości, o czym świadczą również dzisiejsze nazwiska. Pierwsi mieszkańcy Niwisk prowadzili gospodarkę rolno-hodowlaną uzupełnianą bartnictwem. Na słabych glebach wysiewano głównie żyto, owies i jęczmień, ważną rolę w gospodarce odgrywała hodowla trzody chlewnej wypasanej na żołędziach dębowych i buczynie. Od 1591 istniała tu, na przełomie XVI i XVII wieku, huta szkła.
W roku 1593 Zofia Tarnowska ufundowała na pagórku zwanym Niedźwiedzią Górą modrzewiowy kościół pw. św. Mikołaja jako wotum za powrót braci polskich do katolicyzmu dzięki kazaniom księdza Piotra Skargi. W 1598 za zgodą biskupa krakowskiego kościół otrzymał uposażenie i stał się filią parafii Rzochów w dekanacie mieleckim, posiadając własnego duszpasterza zależnego od parafii macierzystej. W 1619 kościół został konsekrowany przez biskupa Waleriana Lubienieckiego. Z 1602 pochodzi pierwsza wzmianka o szkole parafialnej, a z 1728 o szpitalu dla ubogich. Po pożarze kościoła z 1876 wybudowano staraniem ks. Józefa Grabowskiego nowy, murowany kościół, konsekrowany przez Ignacego Łobosa, biskupa tarnowskiego. W 1925 biskup Leon Wałęga erygował samodzielną parafię.
W czasie okupacji niemieckiej teren Niwisk  przekształcono w poligon SS TruppenÜbungsPlatz Heidelager z siedzibą w Pustkowie. W sąsiedniej wsi Blizna Niemcy dokonywali prób z bronią rakietową V-1 i V-2. W związku z czym poligonem zainteresowali się członków wywiadu Armii Krajowej i Batalionów Chłopskich. Proboszcz Jan Kurek, kapelan Armii Krajowej, mieszkający po wysiedleniu z Niwisk w miejscowości Hucisko, przewoził do Komendy Obwodu AK w Kolbuszowej części broni V zdobytej przez partyzantów. Stamtąd trafiała do Warszawy i Londynu. Jedną z istotnych części broni zdobył mieszkaniec Niwisk Michał Kasza, co spotkało się z uznaniem i pochwałą Komendy AK.
Ostatnim właścicielem majątku ziemskiego we wsi Niwiska był Jan Hupka.
Niwiska są wsią typu wielodrożnica, o luźnej zabudowie, uformowanej w przysiółki (części wsi).
| SIMC    | Nazwa       | Rodzaj     |
| ------- | ----------- | ---------- |
| 0657243 | Koniec      | część wsi  |
| 0657295 | Okrąglica   | przysiółek |
| 0657250 | Podhucie    | część wsi  |
| 0657266 | Podkościele | część wsi  |
| 0657303 | Uwrocie     | przysiółek |
| 0657272 | Zadwórz     | część wsi  |
| 0657289 | Załuże      | część wsi  |

- Dębrzyna (Niwiska)

W latach 1954–1972 wieś należała i była siedzibą władz gromady Niwiska.

## Wspólnoty wyznaniowe
Miejscowość jest siedzibą rzymskokatolickiej parafii św. Mikołaja należącej do dekanatu Kolbuszowa Zachód w diecezji rzeszowskiej. Parafia obejmuje swym zasięgiem miejscowości: Niwiska, Trześń, Hucisko, Leszcze, część Zapola i część Huciny.

## Atrakcje turystyczne
- Kompleks podworskich zabudowań z połowy XIX w. (eklektyczny dwór, neogotycki spichlerz, oficyna) razem z otaczającym je parkiem. We dworze znajdują się unikalne secesyjne polichromie (1908), rektora ASP w Krakowie, Karola Frycza.
- Kaplica cmentarna z 1874, nazywana też Kaplicą Grobową Hupków (spoczywają tu w podziemiu zwłoki całej rodziny Hupków); nagrobki z przełomu XIX i XX w.
- Kościół parafialny pw. św. Mikołaja z 1880. Wewnątrz znajdują się zabytkowe ołtarze w stylu późnobarokowym. Na ołtarzu głównym znajduje się wizerunek św. Mikołaja, a nad nim św. Jana Kantego, obok umiejscowione są dwie figurki św. Piotra i Pawła z Tarsu. Na jednym z ołtarzy bocznych umieszczone są obrazy Matki Bożej Różańcowej, św. Stanisława Kostki i Matki Bożej Nieustającej Pomocy, a na drugim - Najświętszego Serca Pana Jezusa, św. Franciszka i św. Józefa. W kaplicy bocznej znajduje się jeszcze ołtarz Matki Bożej Wniebowziętej i Pana Jezusa Ubiczwanego, a na ścianie wisi zabytkowy obraz przedstawiający ukrzyżowanego Jezusa Chrystusa. W kościele warte uwagi są jeszcze: zabytkowa chrzcielnica i organy z 1910, a w otoczeniu kościoła - dzwonnica z trzema dzwonami (jeden z 1923, dwa z 1959), Grota Matki Bożej Nieustającej Pomocy oraz pomniki papieża Jana Pawła II i św. Józefa. Wzgórze kościelne, tzw. Niedźwiedzia Góra lub Kościelna Góra otacza mur oporowy z początku XIX w.